# Courant liguro-provençal
Le courant liguro-provençal ou liguro-provençal-catalan est une partie de la circulation de sens cyclonique de la Mer Méditerranée. Il s'écoule du Nord de Palerme, se dirige vers la baie de Naples puis vers Gênes au large de la côte italienne avant de partir vers l'ouest, où il se joint, près de Monaco, aux courants remontant vers le Nord des deux côtés de la Corse, et d'ensuite longer la côte varoise, traverser le Golfe du Lion et rejoindre la côte catalane.
En hiver, il se rapproche des côtes. Du mois de janvier à la mi-mars, il ne fait que 20 à 30 km de large, il est alors plus rapide. De juin à décembre, il est large de 40 à 50 km et ralentit en conséquence.

## Sources